# Pavona maldivensis
Pavona maldivensis is een rifkoralensoort uit de familie van de Agariciidae. De wetenschappelijke naam van de soort is voor het eerst geldig gepubliceerd in 1905 door Gardiner.